# Spiloctenia fassli
Spiloctenia fassli är en fjärilsart som beskrevs av Paul Dognin 1910. Spiloctenia fassli ingår i släktet Spiloctenia och familjen mätare. Inga underarter finns listade i Catalogue of Life.